# Sándor Wladár
Sándor Wladár (ur. 19 lipca 1963 w Budapeszcie) – węgierski pływak specjalizujący się w stylu grzbietowym, mistrz olimpijski (1980), wicemistrz świata i dwukrotny mistrz Europy.

## Kariera
W 1980 roku podczas igrzysk olimpijskich w Moskwie zwyciężył w konkurencji 200 m stylem grzbietowym. Na dystansie dwukrotnie krótszym zajął piąte miejsce. Płynął również w sztafecie 4 × 100 m stylem zmiennym, która w finale uplasowała się na szóstej pozycji.
Rok później, na mistrzostwach Europy w Splicie zdobył złote medale w konkurencjach 100 i 200 m stylem grzbietowym. W tym samym roku został wybrany Najlepszym Pływakiem w Europie.
Podczas mistrzostw świata w Guayaquil wywalczył srebro na 200 m stylem grzbietowym.
W 1983 roku na mistrzostwach Europy w Rzymie w swojej koronnej konkurencji zajął drugie miejsce.